# Janusz Korwin-Mikke

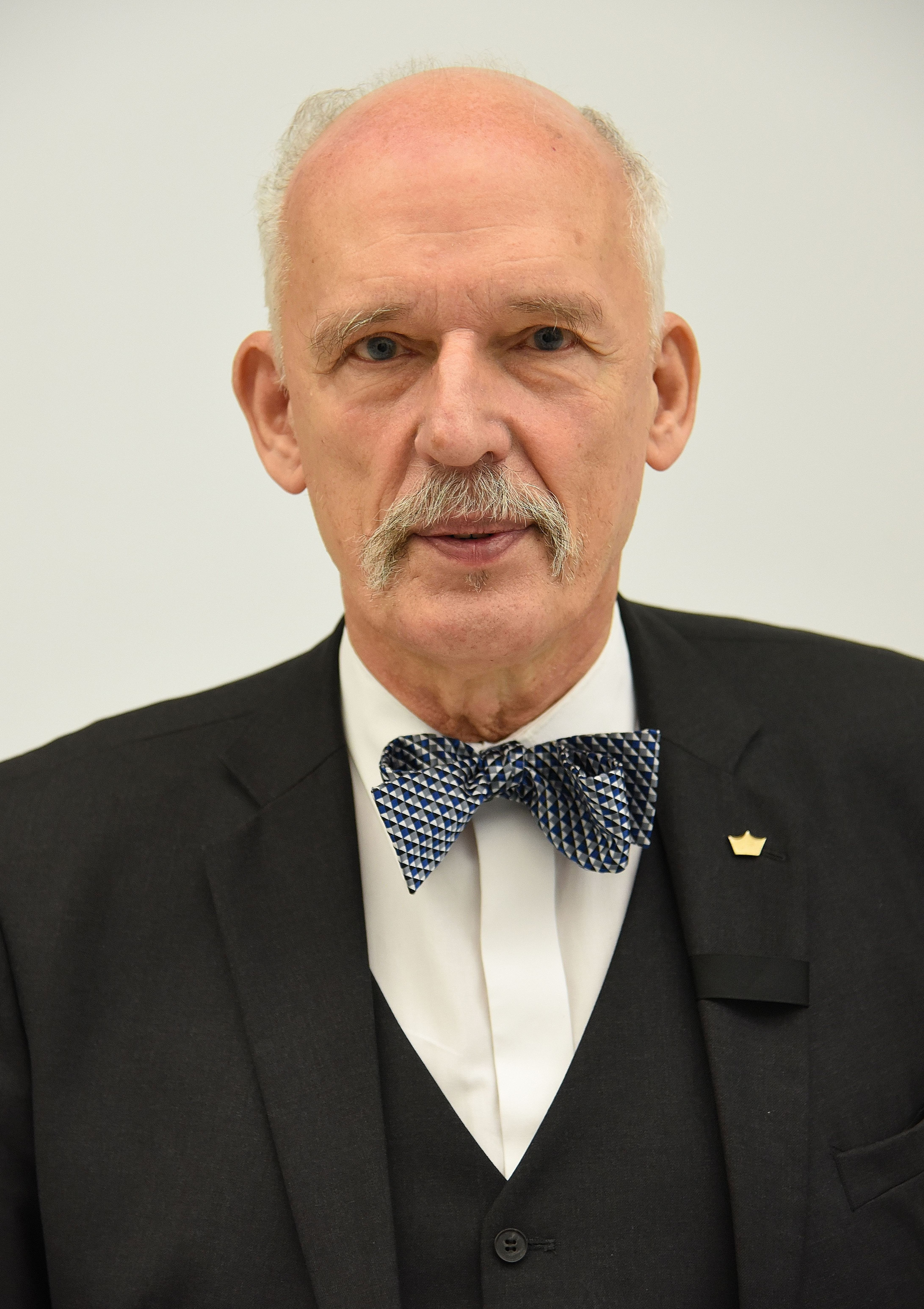
Janusz Korwin-Mikke (2016)

Janusz Ryszard Korwin-Mikke, född 27 oktober 1942 i Warszawa, Generalguvernementet, är en polsk politiker. Han grundade Nya högerns kongressparti (KNP) och var dess partiledare 2011–2015. Han är ledamot av Europaparlamentet sedan 2014. Sedan 2015 är han partiledare för det högerliberala och EU-skeptiska polska partiet Wolność ("Frihet"). Detta parti hette fram till oktober 2016 KORWiN och grundades av Korwin-Mikke sedan han uteslutits från KNP. 
Korwin-Mikke blev invald i Europaparlamentet i Europaparlamentsvalet 2014. Han är monarkist och har tagit ställning emot allmän rösträtt för både kvinnor och män i en TV-debatt inför valet.
Han blev känd för en bredare massa när han i Europaparlamentet i en debatt i mars 2017 förklarade att kvinnor tjänar mindre än män eftersom de är klenare och mindre intelligenta. Detta bemöttes bland annat av Iratxe García Pérez och inspelningen spreds på sociala medier. För dessa uttalanden blev Korwin-Mikke avstängd från parlamentets verksamhet i tio dagar och han fick också sitt traktamente indraget i 30 dagar samt förbjöds att i officiella sammanhang representera parlamentet under ett år.